# Municipio de Chesterfield (Misuri)
El municipio de Chesterfield (en inglés: Chesterfield Township) es un municipio ubicado en el condado de San Luis en el estado estadounidense de Misuri. En el año 2010 tenía una población de 38982 habitantes y una densidad poblacional de 212,54 personas por km².

## Geografía
El municipio de Chesterfield se encuentra ubicado en las coordenadas 38°37′29″N 90°38′25″O / 38.62472, -90.64028. Según la Oficina del Censo de los Estados Unidos, el municipio tiene una superficie total de 183.41 km², de la cual 177.9 km² corresponden a tierra firme y (3%) 5.51 km² es agua.

## Demografía
Según el censo de 2010, había 38982 personas residiendo en el municipio de Chesterfield. La densidad de población era de 212,54 hab./km². De los 38982 habitantes, el municipio de Chesterfield estaba compuesto por el 88.95% blancos, el 1.99% eran afroamericanos, el 0.17% eran amerindios, el 6.8% eran asiáticos, el 0.02% eran isleños del Pacífico, el 0.6% eran de otras razas y el 1.47% pertenecían a dos o más razas. Del total de la población el 2.9% eran hispanos o latinos de cualquier raza.